# Romano R.82
Il Romano R.82 fu un aereo da addestramento monomotore biposto biplano sviluppato dall'azienda aeronautica francese Chantiers aéronavals Étienne Romano nella prima parte degli anni trenta ed avviato alla produzione dal consorzio Société nationale des constructions aéronautiques du sud-est (SNCASE).
Destinato al mercato dell'aviazione militare, fu un'evoluzione del precedente R.80 civile da acrobazia aerea, venne adottato nel ruolo di addestratore avanzato ed acrobatico dalle aviazioni militari, Armée de l'air ed Aéronautique navale, di Francia e della Seconda repubblica spagnola, utilizzato da quest'ultima durante la Guerra civile spagnola nei reparti delle Fuerzas Aéreas de la República Española.

## Storia del progetto
Nei primi anni trenta Étienne Romano, progettista e proprietario dell'azienda che portava il suo nome, decise di sviluppare su iniziativa privata un nuovo modello biposto con capacità acrobatiche destinato al mercato dell'aviazione generale. Il modello, che assunse la designazione Romano R.80, era un velivolo monomotore dall'impostazione classica, realizzato in tecnica mista e caratterizzato dalla velatura biplana, dagli abitacoli aperti in tandem e dal carrello fisso.
Il prototipo, identificato come Romano R-80.01, venne portato in volo per la prima volta nei primi mesi del 1935, equipaggiato con un motore radiale Lorraine 7Me "Mizar" da 240 hp (179 kW). In seguito, mantenendo la stessa cellula ed identificato come R-80.2, venne rimotorizzato con un più potente radiale Salmson 9Aba da 280 hp (209 kW).
Quest'ultimo venne quindi equipaggiato con doppi comandi e, indicato come addestratore acrobatico, ridesignato R.82.01. In quest'ultima configurazione venne realizzato in altri due esemplari che furono acquistati da aviatori privati, uno dei quali (F-APEV) fu la famosa aviatrice Melle Lucienne Saby.
Intanto la Romano condivise le sorti delle aziende di settore francesi che, il 1º febbraio 1937 come conseguenza della nazionalizzazione, effettiva dal 15 luglio 1937, nella quale vennero coinvolte tutte le aziende aeronautiche francesi ad indirizzo bellico, venne confluita nella SNCASE. Sotto la direzione di Michel Détroyat ottenne un primo ordine di fornitura per 147 esemplari da parte dell'Armée de l'air, l'aeronautica militare francese. Il modello suscitò l'interesse anche dalla Marine nationale, la marina militare francese, che emise un successivo ordine per ulteriori 30 esemplari da destinare principalmente alla Base d'aviation maritime de Fréjus-Saint-Raphaël per l'addestramento dei piloti dell'Aéronautique navale, la sua componente aerea. Tutti gli esemplari destinati all'aeronautica riuscirono ad essere consegnati nell'agosto 1939, quelli della marina entro il maggio 1940.
Nel 1938 due esemplari vennero imbarcati e trasportati in Spagna dove entrarono in linea con le Fuerzas Aéreas de la República Española, l'aeronautica militare della Spagna repubblicana, venendo utilizzati durante la guerra civile contro le forze nazionaliste.

## Tecnica
Il Romano R.82 era un velivolo realizzato in tecnica mista, dall'impostazione classica, che riproponeva lo schema dei pari ruolo sviluppati nello stesso periodo: monomotore in configurazione traente, biplano, biposto e carrello fisso.
La fusoliera, realizzata con una struttura in tubi d'acciaio saldati, era caratterizzata da una coppia di abitacoli aperti posti in tandem, entrambi dotati di parabrezza e di doppi comandi. Posteriormente terminava in un impennaggio classico monoderiva dai piani orizzontali controventati.
La configurazione alare era biplana, con l'ala inferiore, posizionata bassa sulla fusoliera, collegata alla superiore, posizionata alta a parasole, tramite una coppia di montanti interalari "ad N".
Il carrello d'atterraggio era un convenzionale triciclo anteriore, costituito dalle due gambe di forza principali ammortizzate poste sotto l'ala inferiore integrate da un ruotino d'appoggio posizionato sotto la coda.
La propulsione era affidata ad un motore Salmson 9Aba, un radiale 9 cilindri posti su un'unica fila raffreddato ad aria in grado di erogare, in quella versione, una potenza pari a 280 hp (209 kW), posizionato all'apice anteriore della fusoliera racchiuso da una cappottatura NACA, ed abbinato ad un'elica bipala a passo fisso.

## Utilizzatori
Francia
- Armée de l'air
- Aéronautique navale

 Spagna
- Fuerzas Aéreas de la República Española